# Hayato Teruyama
Hayato Teruyama (照山 颯人 Teruyama Hayato?), född 28 augusti 2000 i Chiba prefektur, är en japansk fotbollsspelare.
Teruyama började sin karriär 2019 i Vegalta Sendai. 2020 blev han utlånad till Azul Claro Numazu. Han gick tillbaka till Vegalta Sendai 2021.